# Военная криптография
«Военная криптография» (фр. La cryptographie militaire, 1883) — книга Огюста Керкгоффса о криптографии. В основном, книга посвящена обзору современных на момент публикации методов шифрования, а также их разбору с позиций криптоанализа. В работе автор в сжатой форме изложил свои взгляды на проектирование криптографических систем, в том числе известный принцип Керкгоффса, согласно которому эффективная работа криптосистемы не должна основываться на факте её неизвестности для противника.
«Военная криптография» занимает особое место среди других, в большинстве своем никак не связанных с криптологией, работ автора в первую очередь потому, что её публикация оказала колоссальное влияние на развитие криптологической науки своего времени. Книга заложила фундамент французской традиции криптологии и подстегнула интерес к ней, сделав Францию лидером в этой области во время Первой мировой войны.

## История
Огюст Керкгоффс родился в 1835 году в Нидерландах, а высшее образование получил в Льежском университете, получив при этом два магистерских диплома — по словесности и естественным наукам. Хотя прежде всего учёный был занят вопросами лингвистики и интерлингвистики, в круг его интересов входили самые разные области знаний, в том числе археология, криптология и математика. В частности, его интересовало применение криптографии в военных целях. Собирая информацию в этой области по всей Европе, Керкгоффс столкнулся с вопиющим фактом, что стойкость большинства криптографических систем, использовавшихся французской армией и разведкой, базировалась на принципе «безопасность через неясность», поэтому при попадании информации об используемом методе шифрования в руки врага эти системы становились совершенно прозрачны для взлома.
Возмущённый подобной ситуацией, Керкгоффс публикует «Военную криптографию» в «Журнале военных наук»(фр. Journal des sciences militaires) в выпусках за январь и февраль 1883 года. Статья быстро получила признание и в том же году была переиздана в виде отдельной брошюры.

## Содержание

### Криптография в армии
Вступительная часть книги посвящена краткому экскурсу в историю развития шифрования, а также обзору сложившейся на момент издания книги ситуации в сфере военной криптографии. Автор замечает, что, несмотря на общеизвестную ключевую роль, которую играет надежное шифрование сообщений во время ведения боевых действий, криптографии и криптоанализу стало уделяться преступно мало внимания со времен закрытия чёрного кабинета и провозглашения тайны переписки, что привело к малому числу работ в области криптоанализа и, как следствие, к значительной переоценке стойкости многих широко употреблявшихся тогда способов шифрования.
В качестве иллюстрации проблемы Керкгоффс описывает случай, произошедший летом 1877 года, в разгар русско-турецкой войны. Одним воскресным утром военное министерство Франции получило шифрованную телеграмму от своего военного атташе, следившего за ходом боевых действий. По случаю выходного дня главы управления шифрования переписки на рабочем месте не было, а значит, не было и ключа, с помощью которого можно было бы расшифровать телеграмму. Тем не менее, дело было срочное, и сын военного министра, служивший в управлении, взялся за взлом шифра. Зная алгоритм шифрования, уже через пару часов он сумел прочесть сообщение.

### Требования к военной криптографии
Наиболее известная часть работы. В ней Керкгоффс высказывает свои взгляды на проектирование криптографических систем, опираясь на два ключевых утверждения:
1. Следует различным образом проектировать системы, предназначенные для нечастой переписки узкого круга изолированных лиц, и системы для постоянной передачи данных между множеством военных офицеров, которые должны сохранять криптостойкость в течение заранее неизвестного (а потенциально — неограниченного) времени;
2. Надежность криптографической системы может быть реально оценена лишь с позиций криптоанализа.

Основываясь на этих двух утверждениях, автор сформулировал свои шесть требований:
1. Систему должно быть невозможно вскрыть если не математически, то хотя бы физически;
2. Система не должна требовать секретности, и при попадании в руки врага не должна терять надёжности;
3. Необходимо, чтобы ключ мог быть передан и сохранён без каких-либо записей, а также мог быть изменён по желанию сторон, участвующих в переписке;
4. Система должна подходить для передачи сообщений с помощью телеграфа;
5. Система должна быть портативной, и для пользования ею не должна требоваться помощь нескольких людей;
6. Система должна быть проста в использовании, и не должна требовать от пользователя ни значительных усилий, будь то умственные или физические, ни знания большого количества правил.

Второе из этих требований ныне известно как принцип Керкгоффса.
Керкгоффс был первым человеком, который высказал мысль о принципиальном разделении системы шифрования, потенциально известной многим людям (в том числе, взломщикам), и ключа, известного лишь ограниченному кругу корреспондентов. Эта идея была сформулирована здесь же, в пояснениях к требованиям.

### Различные методы криптографии
Наиболее объёмная часть работы, посвященная описанию почти всех известных на тот момент алгоритмов шифрования, с подробным описанием известных эффективных методов их взлома. В этой части работы он, помимо описания уже известных методов криптоанализа, развил метод суперимпозиции, а также первым описал использование поиска скрытой симметрии в полиалфавитных таблицах для взлома полиалфавитных шифров.

### Криптографические машины
Заключительную часть работы автор посвятил описанию устройств для автоматизации шифрования. Керкгоффс высоко оценил потенциал современных ему механических шифраторов и выразил уверенность в том, что в будущем подобные устройства будут реализовывать криптографические системы, наиболее полно соответствующие сформулированным в работе требованиям.